# 黃泉使者
《黃泉使者》（香港譯作《黃泉雙使》）是由荒川弘所編繪的日本漫畫作品，於2021年12月10日發售的漫畫雜誌《月刊少年GANGAN》2022年1月號開始連載。
截至第10卷為止的累計發行量已突破400萬部。
本作獲得全國書店店員推薦漫畫2023第2位。也在日本動漫新聞網站《Anime！Anime！》的投票調查「2024下半年版 最想動畫化的漫畫作品？」名單榜上有名。本作入圍2024年電子漫畫大賞（電子漫畫大獎）（みんなが選ぶ!!電子コミック大賞）男性部門提名名單。2025年7月6日，正式宣佈動畫化。

## 概要
月落和亞晨是一對雙胞胎兄妹，他們在一個與世隔絕的深山小村落裡出生，被稱為「分隔夜與晝的雙子」。他們擁有獲得特殊力量的資格，一場圍繞他們的雙使戰鬥也隨之展開。
雙使是一種成對的存在，被人類冠以「幽靈」、「怪物」、「怪獸」或「異形」等各種各樣的稱呼。它們並非人人可見，各自擁有不同的外表、性格和能力。每對雙使都有一個與之締結契約的主子，而指揮它們的主子被稱為「雙使師」。
許多大人在雙胞兄妹開始懂事前就暗中操縱，試圖奪取他們的力量，結果月落和亞晨在年幼時就被分開了。本作故事以兄妹倆的重逢展開序幕。

## 登場人物

### 主要人物
月落
本作的主角。為分別在夜晚與晝夜出生的龍鳳胎之一，年齡16歲，是阿薩的雙胞胎哥哥。
名字代表「夜晚」，是能夠成為「封」的能力持有者。時常在山上打獵，所以狩獵技巧很強，擅長使用弓箭，可以輕易射到山雞，在黑暗中也可以看得一清二楚，被阿薩譽為如同獵人。
因為生長在東村，所以對現代的物品比較陌生，但可以用隨便的解釋忽悠過去。
亞晨
本作的主角。為分別在夜晚與晝夜出生的龍鳳胎之一，年齡16歲，是尤爾的雙胞胎妹妹。
名字代表「白晝」，為「解」的能力持有者。曾經死過一次，而獲得解的能力。
有點兄控，連尤爾喝味噌湯都可以感動萬分。
田寺隆／戴拉
田寺家的代理掌門人，年齡35歲，東村的雙使侍從，目前是月落的監護人；鍾意賭馬。
做過海外雇傭兵，會使用各式槍械，也擅長狙擊。
段野華
東村的雙使侍從，目前是月落的監護人，家裡有一座大山。
有「掘墳者・」的稱號，負責處理東村激進派在下界死亡時的屍體。
影森仁
影森家的老么，誠與愛的持有者。

### 影森家
影森權藏
為光、遊馬、仁的父親，對小孩子特別好，有經營兒童養護設施，黑谷四姊弟也是在其的乳兒院長大。百鬼夜行的持有者。
影森光
影森家的長子，為下一任掌門人，但本人並無意願繼承這危險的家族。
筆名為「波多禮」是一位漫畫家，只是為了將理想中的和平世界畫出來結果就紅了，作品偏向幸福溫馨向，有已經電影化。
會找阿薩跟卡布作為助手。
影森遊馬
影森家的次子，金屋玉兔的持有者。
痛恨新鄉隼人，但因金屋玉兔與新鄉隼人的使者風神雷神合適性極差，只能委身在其底下工作。
暗地裡協助影森家主剷除新鄉隼人一夥的叛徒。
影森仁
參見#主要人物 
亞晨
參見#主要人物 
噙噙
身穿紅色連衣帽，綁著兩股金髮麻花辮，身高不高，但被叫矮子不會生氣。
年齡大約19歲左右，平時會攜帶著口香糖。
黑谷春夫
黑谷四姊弟的老么，姊弟間沒有血緣關係，是同間乳兒院的；龜與兔的持有者。
黑谷夏樹
黑谷四姊弟的長女，偶而會看婚友社網站，很想離開影森家；生剝鬼（ジジ丸、ババ丸）的持有者。
黑谷秋夫
黑谷四姊弟的次子，使者為山神（山風、谷風），非常巨大，可以擋住大門，所以時常做看門人的工作。
黑谷冬樹
黑谷四姊弟的長子，閻羅帳的持有者。
立川誠
西元1997年5月4日生，最高學歷是有明女子大學肄業，現居東京都江東區新木場，有一個妹妹與一個弟弟。母親得了罕見疾病，為了賺母親的住院費用，而接下襲擊影森家的工作。
目前在影森家工作。
羽村健一
西元1992年6月16日生，因賭博欠債，而接下襲擊影森家的工作。
目前在影森家工作還債。
櫻澤醫師
影森家雇用的治療師。

### 田寺家
田寺隆／戴拉
參見#主要人物 
田寺健
為上一任掌門人的晚年得子，年齡13歲，母親為衣索比亞人。
身上有數字驚人的存摺；因為曾經是手長腳長的持有者，所以看到理性的使者會非常感動。
上一任掌門人
為龍、建的父親，沒有留下任何訊息就消失，因建的帳戶還有近期匯款紀錄，所以推測其還活著。
由於沒有做任何掌門人交接，所以仍是迷途之家的持有者。
跟第一任妻子、龍的母親很早就離婚，才娶第二任妻子，所以建不算私生子。
阿陪巴・塔絲菲
為上一任掌門人的第二任妻子、建的母親，衣索比亞人；曾在葛飾的酒店上班，已去世，骨灰被花埋在她家的山上。

### 新鄉家
新鄉隼人
新鄉家的掌門人，風神雷神的持有者。為影森遊馬母親伊織的哥哥，遊馬的舅舅。
利用伊織與影森家的婚姻關係擴展他的事業、財富。即使如此，依舊不曾對遊馬的母親懷抱感謝之意。
下令襲擊影森家的幕後黑手。逼迫遊馬跟蹤並綁架尤爾，並企圖讓尤爾自願死去以獲得封的能力。
被與謝野殺死。
新鄉伊織
影森遊馬的母親，已故。
被新鄉一族視為累贅。在企圖自殺時，被影森家主看上而邀請到影森家。

### 東村
亞馬哈
村長，年齡不詳。
丹吉
為尤爾的兒時玩伴，稱呼京香為媽媽。真面目是座敷童子，本名「男兒」。
京香
表面上是丹吉的母親，為座敷童子的持有者。
峰
為尤爾跟阿薩的父親。
對東村雙胞胎的習俗感到不滿，因而逃出東村。
目前失蹤中。
金城渚
原為下界的沖繩人，因迷路而誤入東村，為尤爾跟阿薩的母親。
對東村雙胞胎的習俗感到不滿，因而逃出東村。
透過脅迫、利誘等方式取得逃出東村的方法，被田寺龍的父親譽為「雖然那個女人長得很文靜，但其實很可怕」。
目前失蹤中。
夜魔先生
住在下界的祈禱師，會舉行將神明注入滿7歲的小孩防止邪惡的病神進入的儀式，事實上就只是普通的打預防針。
曾派五個「山賊」去攻擊尤爾。
阿佐美
年齡7歲，母親在其面前被殺。
冒牌阿薩
外貌跟阿薩一模一樣，但是跟本尊比起來相較年輕、弱小。真面目是座敷童子，本名「桐」。

### 西之村關係者
在400年前的最後一次戰鬥中被擊敗的村莊，至今仍被淹沒在壩湖中。相關者這次的目標是取得勝利。
峰山安娜
就讀於百目鬼高校的女高中生，與與謝野有聯絡。使者是能將屍體變成肉丸並消除它們。
御陵
領導西之村關係者的存在。
與謝野伊旺
大小太刀的持有者。曾砍過雙胞胎的父母。
戰鬥能力極高，能與左右大人匹敵。
被新鄉隼人雇用襲擊影森家，並利用祈禱師的身體進入東村屠殺並綁架冒牌阿薩與阿佐美，利用人質逼尤爾現身。
後為防止新鄉隼人透露情報給影森遊馬，殺死新鄉隼人與其使者。
醍醐
蓄鬍的肌肉男。能徒手和戰鬥系雙使打鬥的戰鬥狂。冷酷無情，會將任何他認為「無用」的人，無論敵友，都一概丟棄。但他也有非常愛狗的一面。
雙使為「虐戀」，能夠吸收並釋放對手的攻撃。
椥辻
外面20歲上下的青年。在故事中，他試圖利用他的雙使殺死被拷問的秋夫，使他閉嘴，並且在與東村有關人士的聚會上設下陷阱，一舉炸死了多數人。
雙使為寄生系雙使，能夠寄生在其他雙使身上，並遠程監聽，必要時還可令被寄生的雙使爆炸。
小野
秋夫的生母。為了讓秋夫潛入影森家，將秋夫遺棄在影森家經營的孤兒院門前（她告訴秋夫的則是，自己當年生下他後被丈夫搶走，後被丈夫遺棄，自己也一直找不到秋夫的下落）。後來假裝巧合地在一個「無痛人」線上社群裡與秋夫重逢。
她表面上裝作關心秋夫，但實則只是在利用秋夫，內心深處對他毫無愛意。

### 使者（ツガイ）
被以「成對的物體」、幽靈、妖怪、怪物、UMA、異形等各種名稱稱呼的成對之存在。每一個都有主人，但是個性與行動方式卻皆不同。統御使者的人,就被稱為使者持有者。
左右大人
持有者：尤爾
外表為壯碩的男女人型，原型是兩座石像，男性是右大人，女性是左大人。
力氣非常大，身體也非常堅硬，能夠化為石像去壓制目標，也可以化為龍去攻擊。
上顎下顎
持有者：卡布
外表為牙齒的上下顎，上顎名為喬・威廉佛・德力克・加百列I世，下顎名為卡克・道格拉斯・沃爾德葛雷烏・加百列II世。
牙齒非常堅固，就連手榴彈跟左右大人都無法破壞，能夠輕易將物體一分為二。
御白樣
持有者：一位老奶奶
外表為小女孩跟一匹馬，有點天然，不知道馬匹算輕型車輛，不能在高速公路上。
在下界為有知名度的神明，所以使者跟人們都會對其相當尊敬，讓左右大人很不是滋味。
前虎後狼
持有者：段野花
外表為花貓跟柴犬，貓名為虎鐵，狗名為二郎，為家傳使者，生活在下界許久，所以會使用3C產品。
能夠感知對方的位置，可以讓一方做跟蹤，一方使用手機或筆電來回報位置。
誠與愛
持有者：影森仁
外表為一對鮟鱇魚夫妻，公的名為阿誠，母的名為小愛。
愛做為清潔工能夠吃掉任何東西；誠能夠將愛吃進去的東西吐出來，仁表示如果要火拼、劫機還是發動恐怖攻擊 ，只要帶阿誠去，就不會被搜到，非常的方便。
會因為仁吃了鮟鱇魚而變得冷淡。
龜與兔
持有者：黑谷春雄
外表為兔子（兔兔）跟烏龜（龜龜）
龜龜能夠控制自身體重去壓制對方，必要時也可以拷問目標。
兔兔行動敏捷，能夠靈活的攻擊目標；會講話。
陰陽
持有者：阿薩，上一任是羽村健一
外表為黑跟白陰陽，可以合體跟縮小，黑的名為荻餅，白的名為大福。
能夠將與其對視的人吸入牠們的結界，非常親人。
禍津日
持有者：與謝野伊旺
一大一小的兩把刀，太刀名為大凶，脇差名為小凶。
小凶滿口髒話，稱其主人威蕃為“猴子”，並且對所有雙使都懷有敵意。大凶說話沉穩，但遇到麻煩時就會沉默。
小凶可以斬斷並替換空間，大凶也可以吸取人或雙使的精氣，在轉移到其他人身上，擁有再生能力
不過，鑒於劍的形態，因此存在著無法自行移動的缺點，必須靠主子移動。
嘿薩與嘿咻
持有者：影森家員工
外表為一個瘦子與胖子的小相撲力士，負責影森家打雜的工作。
黑白
持有者：影森光
外表為白色與黑色鬼火，分別叫「塗黑」與「留白」。留白能夠在想要修理的地方塗上修正液，塗黑能夠用墨水覆蓋上去。
使用者需要有一定程度的觀察力與想像力,所以很適合本來就是漫畫家的波久禮。
狐狸變化
持有者：立川誠
外表為狐狸與狸貓，狐狸名為赤井，狸貓名為綠。
狐狸能夠變身成人，因此時常變身為美女來施展美人計
狸貓能夠使用變大的睪丸，用撒網的方式包住目標，將其抓起來；曾經參加四國歷史悠久的狸貓大戰。
閻魔帳
持有者：黑谷冬樹
外表為一個有嘴巴的帳本跟一雙手，帳本名為WHISPER，手名為EMBRACE。
只要觸碰對方使者，就能夠得到並記錄歷代主人的各種情報。
金屋玉兔
持有者：影森遊馬
外表為黑白的鳥型，白鳥名為朝霧，黑鳥名為夜櫻。
朝霧是由蝴蝶組成只能在早上行動，夜櫻則是蛾只能在晚上活動。
迷途之家
持有者：田寺上一任掌門人
外表為一棟房子，為家傳使者，裡面放置許多武器，類似軍火庫。
手長腳長
持有者：田寺建
外表為一個手長與一個腳長的人型，喜歡吃人類，特別是小孩，雖然不會攻擊主人，但是卻不會聽從命令，最後被左右大人解決。
曾經是能登半島的神明
持有者：狗
外表為酷似外星人男女的人型，平常會戴墨鏡、口罩等，裝扮成人類的樣子來保護主人不被衛生局帶走。
名字是人類無法發音的，因為主人是狗也無法獲得新的名字。
座敷童子
持有者：京香
外表為一男一女的人型，可以化為人形。
牛頭馬頭
外表為一個牛與一個馬，被卡布的使者解決。
百鬼夜行
持有者：影森家主(影森權藏)
外表為一黑一白的漂浮靈體。
想擁有好幾組使者時會出現「合適性」的問題，如果跟彼此合適性不佳的使者訂下契約，使者之間便會爆發衝突更可能危害主人。
擁有百鬼夜行的主人能夠毫無顧慮且胡亂地與使者訂下契約。
風神雷神
持有者：新鄉隼人。
外表為兩隻鎌鼬。
能力如其名，風神能掌控風，雷神能操控雷電。
單角雙角
翁媼
虐戀
主子：醍醐
他們的名字分別是“抖M”，一個形狀像黑色漩渦的畸形生物，以及“抖S”，一個乍一看小巧可愛的生物。兩者的個性正如名字所示：抖M越受攻擊就越興奮，而抖S則很有攻擊性（但抖S體質虛弱，一旦受到攻擊就會哭）。
抖M會吸收對手的攻擊，而抖S則會複製該攻擊並以相同的力量釋放，從而形成攻防兼備的反制技能。對手的攻擊技巧越強，就越會被逼入絕境。
他們的弱點在於，由於他們力量的性質而無法獨自攻擊。並且如果抖S被攻擊，就不會有反擊。所以如果抖S和抖M一旦被分開，就可以被輕易擊潰。

### 其他人物
葵
仁負責的女性酒吧員工，曾經被跟蹤狂騷擾，已解決。
中神小姐
波久禮的漫畫責任編輯。
金城渚母親
尤爾跟阿薩的外婆，被敵人用使者控制。
狗
巴哥犬，偶然成為使者持有者，很溫柔。

## 出版書籍
| 集數 | 史克威爾艾尼克斯 | 史克威爾艾尼克斯       | 玉皇朝         | 玉皇朝                                                  | 東立出版社                    | 東立出版社                                                   |
| 集數 | 發售日期         | ISBN                   | 發售日期       | ISBN                                                    | 發售日期                      | ISBN                                                         |
| ---- | ---------------- | ---------------------- | -------------- | ------------------------------------------------------- | ----------------------------- | ------------------------------------------------------------ |
| 1    | 2022年6月10日    | ISBN 978-4-7575-7962-0 | 2022年10月13日 | ISBN 978-988-8821-28-0                                  | 2023年1月16日                 | ISBN 978-626-347-476-5（首刷限定版） ISBN 978-626-347-441-3  |
| 2    | 2022年9月12日    | ISBN 978-4-7575-8100-5 | 2022年12月22日 | ISBN 978-988-8821-48-8                                  | 2023年4月20日 2023年4月27日   | ISBN 978-626-360-467-4（首刷限定版） ISBN 978-626-347-442-0  |
| 3    | 2023年2月10日    | ISBN 978-4-7575-8401-3 | 2023年5月8日   | ISBN 978-988-8841-06-6                                  | 2023年7月14日 2023年7月21日   | ISBN 978-626-360-976-1（首刷限定版） ISBN 978-626-360-388-2  |
| 4    | 2023年6月12日    | ISBN 978-4-7575-8608-6 | 2023年9月20日  | ISBN 978-988-8841-33-2                                  | 2023年11月16日 2023年11月23日 | ISBN 978-626-372-987-2（首刷限定版） ISBN 978-626-372-536-2  |
| 5    | 2023年9月12日    | ISBN 978-4-7575-8786-1 | 2023年12月11日 | ISBN 978-988-8841-86-8                                  | 2024年2月19日 2024年2月26日   | ISBN 978-626-020-273-6（首刷限定版） ISBN 978-626-020-272-9  |
| 6    | 2024年1月12日    | ISBN 978-4-7575-8877-6 | 2024年5月9日   | ISBN 978-988-8873-90-6（特裝版） ISBN 978-988-8873-68-5 | 2024年7月5日 2024年7月12日    | ISBN 978-626-02-1290-2（特裝版） ISBN 978-626-02-1289-6      |
| 7    | 2024年5月11日    | ISBN 978-4-7575-9184-4 | 2024年8月8日   | ISBN 978-988-8886-36-4                                  | 2024年11月5日 2024年11月11日  | ISBN 978-626-02-2614-5 （首刷限定版） ISBN 978-626-02-2198-0 |
| 8    | 2024年9月12日    | ISBN 978-4-7575-9412-8 | 2024年11月26日 | ISBN 978-988-8886-76-0（特裝版）                        | 2025年4月24日 2025年4月30日   | ISBN 979-626-02-3908-4（首刷限定版） ISBN 978-626-02-3451-5  |
| 9    | 2025年3月12日    | ISBN 978-4-7575-9733-4 | 2025年6月2日   | ISBN 978-988-8908-91-2（特裝版）                        |                               |                                                              |
| 10   | 2025年7月11日    | ISBN 978-4-7575-9950-5 |                |                                                         |                               |                                                              |

## 電視動畫
2025年7月6日宣布決定電視動畫化。動畫改編由Square Enix、Aniplex、BONES三家發起，該製作陣容與2003年至2011年播出的《鋼之鍊金術師》動畫系列相同。同日，還發布了先導視覺圖、特別預告片和主要製作團隊名單，以及漫畫原作者荒川弘為紀念動畫改編而發表的評論。

### 主要製作團隊
- 監督：安藤真裕
- 角色設計：新井伸浩
- 系列構成：高木登
- 音樂：末廣健一郎
- 製作統括：BONES
- 動畫製作：bones film

## 外部鏈接
- 黄泉雙使 - 月刊少年GANGAN 主頁
- 『黄泉雙使』公式號的X（前Twitter）
- TV動畫「黄泉雙使」官網
- 「黄泉雙使」TV動畫公式的X（前Twitter）
- 黃泉使者的TikTok